# Winchendon
Winchendon és una població dels Estats Units a l'estat de Massachusetts. Segons el cens del 2000 tenia 9.611 habitants.

## Demografia
Segons el cens del 2000, Winchendon tenia 9.611 habitants, 3.447 habitatges, i 2.478 famílies. La densitat de població era de 85,7 habitants/km².
Dels 3.447 habitatges en un 39,4% hi vivien nens de menys de 18 anys, en un 56,3% hi vivien parelles casades, en un 11,2% dones solteres, i en un 28,1% no eren unitats familiars. En el 22,3% dels habitatges hi vivien persones soles el 9,8% de les quals corresponia a persones de 65 anys o més que vivien soles. El nombre mitjà de persones vivint en cada habitatge era de 2,75 i el nombre mitjà de persones que vivien en cada família era de 3,23.
Per edats la població es repartia de la següent manera: un 30,2% tenia menys de 18 anys, un 6,6% entre 18 i 24, un 32% entre 25 i 44, un 20,7% de 45 a 60 i un 10,5% 65 anys o més.
L'edat mediana era de 35 anys. Per cada 100 dones de 18 o més anys hi havia 94,9 homes.
La renda mediana per habitatge era de 43.750 $ i la renda mediana per família de 50.086$. Els homes tenien una renda mediana de 36.875 $ mentre que les dones 29.099$. La renda per capita de la població era de 18.798$. Entorn del 6,8% de les famílies i el 10% de la població estaven per davall del llindar de pobresa.